# Большерецкий маяк
Большерецкий маяк расположен в селе Зуйково, Усть-Большерецкого района, Камчатского края, на побережье Охотского моря.

## Описание
Высота 25,3 метров, установлен на западном побережье Камчатки, на левом берегу реки Большая. Штатный номер, по книге «Огни и знаки Тихоокеанского побережья России» — 2630. Международный номер, по издаваемому Великобританией описанию огней — «М 8036». Расположен на расстоянии 150 метров от речной береговой черты, в восточной части села Зуйково, 800 метров от морской береговой линии. Занимает участок площадью 3 г.

## История
Изначально несветящийся навигационный деревянный знак был установлен Гидрографической экспедицией Восточного океана, начальником которой был генерал-майор Михаил Ефимович Жданко (1855—1921), в 1908 году, при осуществлении экспедицией гидрографической и топографической съёмок на западном побережье Камчатки. Этот несветящий опознавательный навигационный знак представлял собой 3-гранную обшитую досками, неокрашенную пирамидальную башню, высотой 13,4 метра, установленную на высоте 6,4 метра над уровнем моря. В 1920-е годы знак был разрушен. В 1930 году УБЕКОДальВост восстановило знак.
В 1943 году был построен, а 10 февраля 1944 года введён в действие маяк с деревянной башней, о чём было сообщено в Извещении мореплавателям от 15 февраля 1944 года № 47. Башня маяка представляла собой 3-гранную деревянную решетчатую не обшитую пирамиду высотой 19,15 метра. Башня была установлена на высоте 14 метров над уровнем моря. На верхней площадке башни установлен прожектор марки П-60-1. Диаметр прожектора 600 мм, фокусное расстояние параболического стеклянного посеребрённого рефлектора 250 мм. В прожекторе стояла электролампа мощностью 2 кВт., силой света 3172 свечи. Огонь маяка был проблесковый с периодом 6 секунд. Дальность видимости огня маяка 25 миль (46 километров). В качестве дублёра на верхней площадке был установлен аппарат Ф-300 с ацетиленовой горелкой. При маяке был установлен круговой радиомаяк марки РШР-200. В составе маячного городка построены: здание радиомаяка, 2 радиомачты, жилой дом, склад продовольствия, склад ГСМ в таре и конюшня. Доставка грузов на маяк производилась исключительно судами. Источник воды (колодец) находился в селе Зуйково. Связь с Петропавловском осуществлялась через конторы связи в посёлках Микояна (сегодня поселок Октябрьский) и в Усть-Большерецке, где были почта, телефон и телеграф. Начальником маяка в 1951 году и во время войны был военнослужащий старшина 2 статьи Зайцев. В 1955—1956 годах была осуществлена реконструкция маяка Большерецкий, а с 13 октября 1956 года маяк введен в эксплуатацию, о чём было сообщено в «Извещении мореплавателям» часть 2 от 26 ноября 1956 года № 155. Работает до настоящего времени.
Маяк представляет собой чугунную цилиндрическую башню, по типовому проекту ТГ-106, высотой 19,50 метра с фонарным сооружением, по типовому проекту ТГ-8, высотой 5,55 метра. Общая высота башни 25,30 метра, установлена на высоте 13 метров над уровнем моря, окрашена в штатные цвета — белые и чёрные кольца высотой по 2 метра, диаметр 4,50 метра, собрана из чугунных тюбингов по типу метростроевских, на болтах. Внутри башни винтовая стальная лестница. Фундамент башни — бетонный массив с диаметром подошвы 6,50 метра и глубиной заложения 3,50 метра. Фонарное сооружение 12-гранное с плоскими прямоугольными штормовыми стёклами. Высота остекления 1,90 метра. Линза марки Л-500. Электролампа мощностью 500 ватт. Дальность видимости белого проблескового огня маяка 17 миль (более 31 километра). На балконе башни был установлен дублёр — ацетиленовый фонарь марки АМ-300 с дальностью действия 8 миль (15 километров). Введён в действие радиомаяк марки КРМ-250 с сигналом «БО». В 1956 году были также введены в эксплуатацию техническое здание по типовому проекту ТГ-51-1 и две радиомачты высотой по 30 метров, склад ГСМ, 2х-квартирный жилой дом. В 1981 г. осуществлен капитальный ремонт объектов маяка. Пробурена водозаборная скважина глубиной 30 метров, сделана канализация. Аппаратура радиомаяка была заменена на новую, марки КРМ-100. В 1986 году линзу Л-500 заменили автоматическим светооптическим аппаратом АСА-500, заменили выработавшую свой ресурс аппаратуру радиомаяка на аппаратуру марки КРМ-300. В 2007 году произведена замена трассы водоснабжения, силами л/с маяка.

## В настоящее время
С 2009 года радиомаяк КРМ-300 исключен из списков навигационного оборудования (в настоящее время не используется в связи с износом антенного хозяйства и устареванием аппаратуры). Аппаратура АСА-500, как выработавшая установленный срок, (лампы с такими характеристиками больше не производятся), в 2010 году была заменена на проблесковый аппарат марки Акватайм-50, на маяке установлена аппаратура системы «Глонасс», установлены новые электростанции. Взамен устаревших отопительных котлов установлен универсальный водогрейно-отопительный котел, произведена замена теплотрасс и трасс водоснабжения жилого дома. Произведена замена кровли в техническом и жилом здании. Частично произведен косметический ремонт в техническом здании в связи с установкой ПК. ККС дифференциальной подсистемы, для системы «Глонасс». Территория маячного городка освещается в ночное время. Подразделение маяка относится к службе Гидрографии Тихоокеанского флота.